# PP3電池

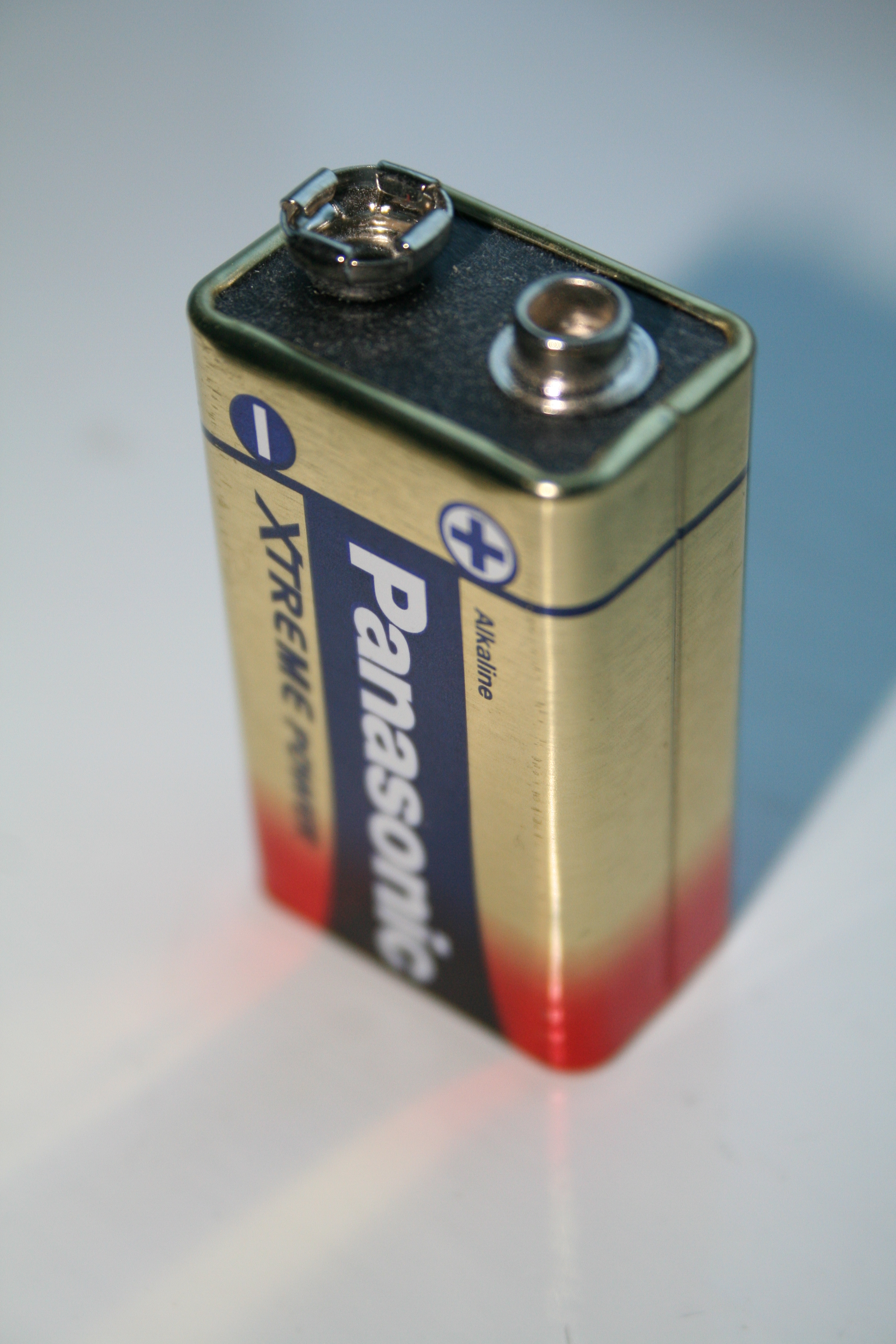
松下牌PP3 (9V) 電池

PP3電池，通常稱為9V 電池，是一種形狀為圓角長方體的電池，由6顆4號1.5V的乾電池組成，其額定輸出為9伏特。9V 電池大小為 48毫米 × 25毫米 × 15毫米（ANSI標準1604A）。這種電池通常用於煙霧探測器、遥控玩具發射器以及作為鬧鐘的後備電池。實際上PP3是指與電池連接的連接處，它由一圓（雄）"+" 一方（雌）"-"兩個接口組成。而電池上的連接處亦有相同形狀，即是電池與某裝置連接時，會使圓形接口與方形接口連接，反之亦然。

## 發展歷史
在可攜式電晶體收音機興起時，PP3電池便應運而生，即使現在有些生產商仍把它稱作「晶體管」電池（"transistor" battery）。勁量公司聲稱這款電池是由他們在1956年首先推出的。